# 断崖の己惚れ屋
「断崖の己惚れ屋」（だんがいのうぬぼれや）は、畑亜貴の4枚目のシングル。2010年12月22日にMellow Headから発売された。

## 概要
前作「万能に滾る如何様」から約2ヶ月ぶりのリリースで、シングル作品としては2枚連続リリースの第2弾となる。作詞、作曲は全曲、畑自身が手掛けている。CDと共に「断崖の己惚れ屋」のPVを収録したDVDが同梱されている。カップリングの「臨機汚々者無礼者」にmilktubのメンバーのbambooがコーラスとして参加している。

## 収録曲
1. 断崖の己惚れ屋 [5:33]
作詞・作曲：畑亜貴、編曲：加藤達也
2. 臨機汚々者無礼者 [4:11]
作詞・作曲：畑亜貴、編曲：太田雅友
3. ねむっておきてまたねむる [3:18]
作詞・作曲：畑亜貴、編曲：加藤達也
4. 断崖の己惚れ屋（instrumental）
5. 臨機汚々者無礼者（instrumental）
6. ねむっておきてまたねむる（instrumental）

## DVD
1. 断崖の己惚れ屋（MUSIC CLIP）